# Sultana Ayşe (soția sultanului Murad al IV-lea)
Ayşe Sultan (n.  ? – d. 1680, Edirne, Imperiul Otoman) a fost prima consoartă a sultanului Murad al IV-lea și mama prințului Ahmed și a prințeselor otomane Hanzade Sultan și Kaya Sultan⁠(en)[traduceți]. A fost singura favorită a sultanului și a purtat titlul de „haseki” (favorita sultanului). Aceasta a fost consoarta sultanului în jurul anilor 1635-1640.

## Biografie
În anul 1623, sultanul Murad IV este proclamat noul sultan al Imperiului Otoman, încheind regența mamei sale, Valide Kösem Sultan. Ayşe este oferită sultanului de către mama sa deoarece continuitatea imperiului era foarte importantă, scopul lui Ayșe era să-i ofere un prinț moștenitor la tron sultanului. A fost aleasă din sutele din concubine ale haremului, iar în anul 1630 îl naște pe primul copil, prințul Ahmed. După 2 ani se naște și prințesa Hanzade, iar în 1633 cealaltă fiică, Kaya Sultan. După nașterea fiului ei, Ayșe devine a patra cea mai importantă persoană din stat după marele vizir și sultana-mamă, dar nu a fost însetată de putere și a lăsat toată puterea în mâinile soacrei sale.
În anul 1640, Murad este detronat chiar de propria mamă, iar la cârma imperiul vine fratele mai mic al lui Murad, sultanul Ibrahim I. Pentru a nu influența în niciun fel ienicerii, vizirii sau eunucii cu vechea structură politică a sultanului anterior, sultana Ayşe este trimisă la Palatul Vechi (Eski Saray) împreună cu copii acesteia, unde își va trăi restul vieții alături de celelalte concubine și sultane exilate de la Palatul Topkapı. Relația sa cu soacra ei, Kösem Sultan, nu era una foarte strălucitoare, Ayșe fiind considerată vinovată pentru majoritatea certurilor apărute deseori în harem cu celelalte concubine, fapt care îi perturba liniștea lui Kösem, fiind nevoită să intervină deseori între certurile nurorilor sale.
În anul 1680, Ayşe moare la Palatul din Edirne, cel mai probabil din cauze naturale și este înhumată în Moscheea Sultanul Ahmed I.
A trăit în perioada sultanei Kösem, a sultanului Ibrahim I, a sultanei Hatice Turhan și a sultanului Mehmed IV. Nu a influențat politica otomană și nu a luat parte la nicio activitate politică, de aceea, nu se consideră a face parte din perioada Sultanatului Femeilor.